# Pellaea riedelii
Pellaea riedelii là một loài dương xỉ trong họ Pteridaceae. Loài này được Baker mô tả khoa học đầu tiên năm 1891.